# The Whispers (Fernsehserie)
The Whispers ist eine Drama- bzw. Sci-Fi-Serie von Autor Soo Hugh und Produzent Steven Spielberg, die im Sommer 2015 in den Vereinigten Staaten ausgestrahlt wurde. Die Serie wurde nach einer Staffel mit 13 Episoden von ABC eingestellt.

## Handlung
Eine unbekannte Intelligenz benutzt auf der Erde Kinder zur Eroberung und Zerstörung des Planeten. Sie manipulieren immer wieder Kinder, da diese als unschuldig gelten und dadurch kein Verdacht geschöpft wird. Kurze Zeit später berichten einige Kinder aus dem Umkreis von Washington, D.C. von einer Begegnung mit einem unsichtbaren Freund namens Drill, der sie zu gefährlichen Taten verleitet. Als ein sechsjähriges Mädchen beim "Spielen" fast ihre Mutter getötet hat, kommt FBI-Agentin Claire Bennigan ins Spiel, die auf den Fall angesetzt wird.

## Figuren

### Claire Bennigan
Claire Bennigan ist eine FBI-Agentin, die ihre Intuition und ihr Mitgefühl nutzt, um in den Verstand von Kindern einzudringen und zu verhindern, dass ein weiteres Kind Drill zum Opfer fällt. Zur selben Zeit sucht sie verzweifelt nach Antworten bezüglich des Todes ihres Mannes Sean Bennigan, der angeblich bei einem Flugzeugabsturz verstorben ist. Später findet sie heraus, dass ihr Sohn Henry ebenfalls von Drill besessen ist.

### Wes Lawrence
Wes Lawrence hat gute Kontakte zum Präsidenten der USA und als Bediensteter im Verteidigungsministerium hat er den Auftrag, gegen den Feind zurückzuschlagen. Durch diesen unsichtbaren Kampf kommt er wieder Claire Bennigan, seiner früheren Affäre, näher.

### John Doe/Sean Bennigan
Sean Bennigan wacht als John Doe in der afrikanischen Wüste in der Nähe eines abgeschiedenen Dorfes auf. Er macht sich wieder auf den Weg zurück nach Washington D.C., weil er überzeugt davon ist, dass dort jemand auf ihn wartet. In der Stadt jedoch wird er Ziel der Fahndung.

### Minx Lawrence
Minx Lawrence ist die Tochter von Wes und Lena Lawrence, die sich mit Drill anfreundet und sein Spiel mitspielt.

### Henry Bennigan
Henry Bennigan, der Sohn von Claire und Sean Bennigan, ist taub und kann nur mithilfe von Gebärdensprache kommunizieren. Durch das plötzliche Verschwinden seines Vaters ist er schwer betroffen, aus diesem Grund freundet auch er sich mit Drill an.

## Episodenliste

### Staffel 1
Die erste Episode der ersten Staffel wurde am 1. Juni 2015 ausgestrahlt.
| Nr. | Deutscher Titel | Originaltitel         | Erstausstrahlung USA | Deutschsprachige Erstausstrahlung (D) | Regie                     |
| --- | --------------- | --------------------- | -------------------- | ------------------------------------- | ------------------------- |
| 1   | –               | X Marks The Spot      | 1. Juni 2015         | –                                     | Mark Romanek, Brad Turner |
| 2   | –               | Hide & Seek           | 8. Juni 2015         | –                                     | Charles Beeson            |
| 3   | –               | Collision             | 15. Juni 2015        | –                                     | Charles Beeson            |
| 4   | –               | Meltdown              | 22. Juni 2015        | –                                     | Guillermo Navarro         |
| 5   | –               | What Lies Beneath     | 29. Juni 2015        | –                                     | Matt Earl Beesley         |
| 6   | –               | The Archer            | 6. Juli 2015         | –                                     | P. J. Pesce               |
| 7   | –               | Whatever It Takes     | 13. Juli 2015        | –                                     | Holly Dale                |
| 8   | –               | The Hollow Man        | 20. Juli 2015        | –                                     | Kenneth Fink              |
| 9   | –               | Broken Child          | 3. Aug. 2015         | –                                     | Brad Turner               |
| 10  | –               | Darkest Fears         | –                    | Edward Ornelas                        |                           |
| 11  | –               | Homesick              | –                    | –                                     |                           |
| 12  | –               | Traveller in The Dark | –                    | P. J. Pesce                           |                           |
| 13  | –               | Game Over             | –                    | Charles Beeson                        |                           |